# Castule de Rome
Castule de Rome (en latin : Castulus) ou saint Castule (Sankt Kastle en bavarois) est un chrétien de l'Empire romain, vivant sous le règne de Dioclétien, à la fin du IIIe siècle ap. J.-C. Il est l'époux de sainte Irène.

## Vie et légende

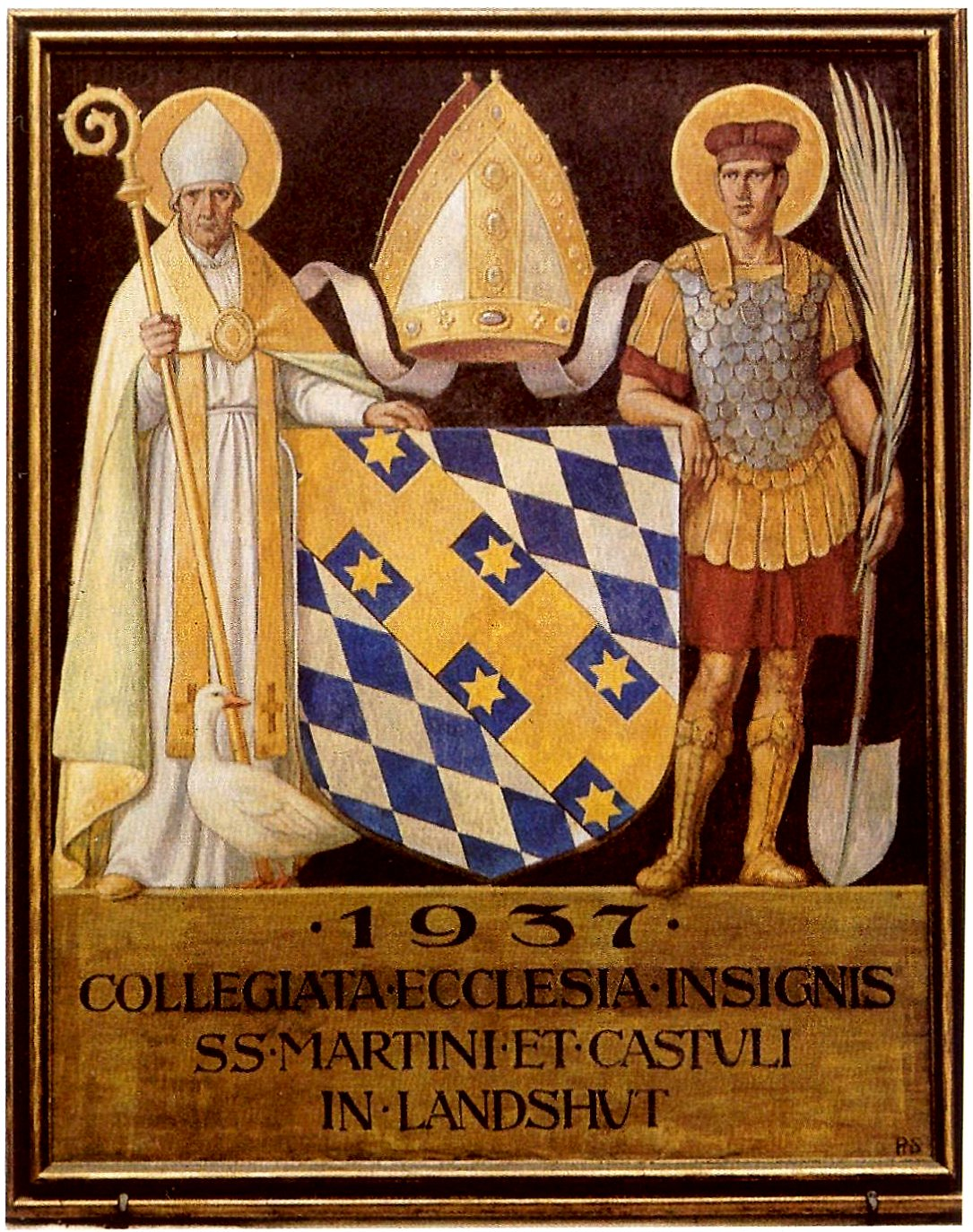
Saint Martin et saint Castule de part et d'autre des armes du chapitre, basilique du monastère Saint-Martin à Landshut

Selon une Passio, Castule est officier (chambellan ou trésorier) du palais de l'empereur romain Dioclétien. Époux de sainte Irène, il est lié à saint Sébastien qu'il présente à la cour ; après s'être converti au christianisme, il assiste les chrétiens emprisonnés, en particulier les martyrs Marc et Marcellianus. Avec Tiburce, il amène à la conversion au christianisme des hommes et des femmes qu'il présente au pape Caïus qui leur administre le baptême. Ils sont trahis par un apostat, Torquatus, qui les dénonce au préfet de la ville Fabianus. Castule est martyrisé, enterré dans une fosse et enseveli vivant sous la terre qu'on a jeté sur lui.
En 1685, le chanoine romain Raffaello Fabretti, qui s'intéresse à l'archéologie et organise des fouilles des catacombes, identifie la tombe de saint Castule dans une des catacombes de la Via Labicana, d'après des fragments d'inscriptions où figure « martyre dominu Castulu », dont l'authenticité n'est pas assurée.

## Reliques et culte

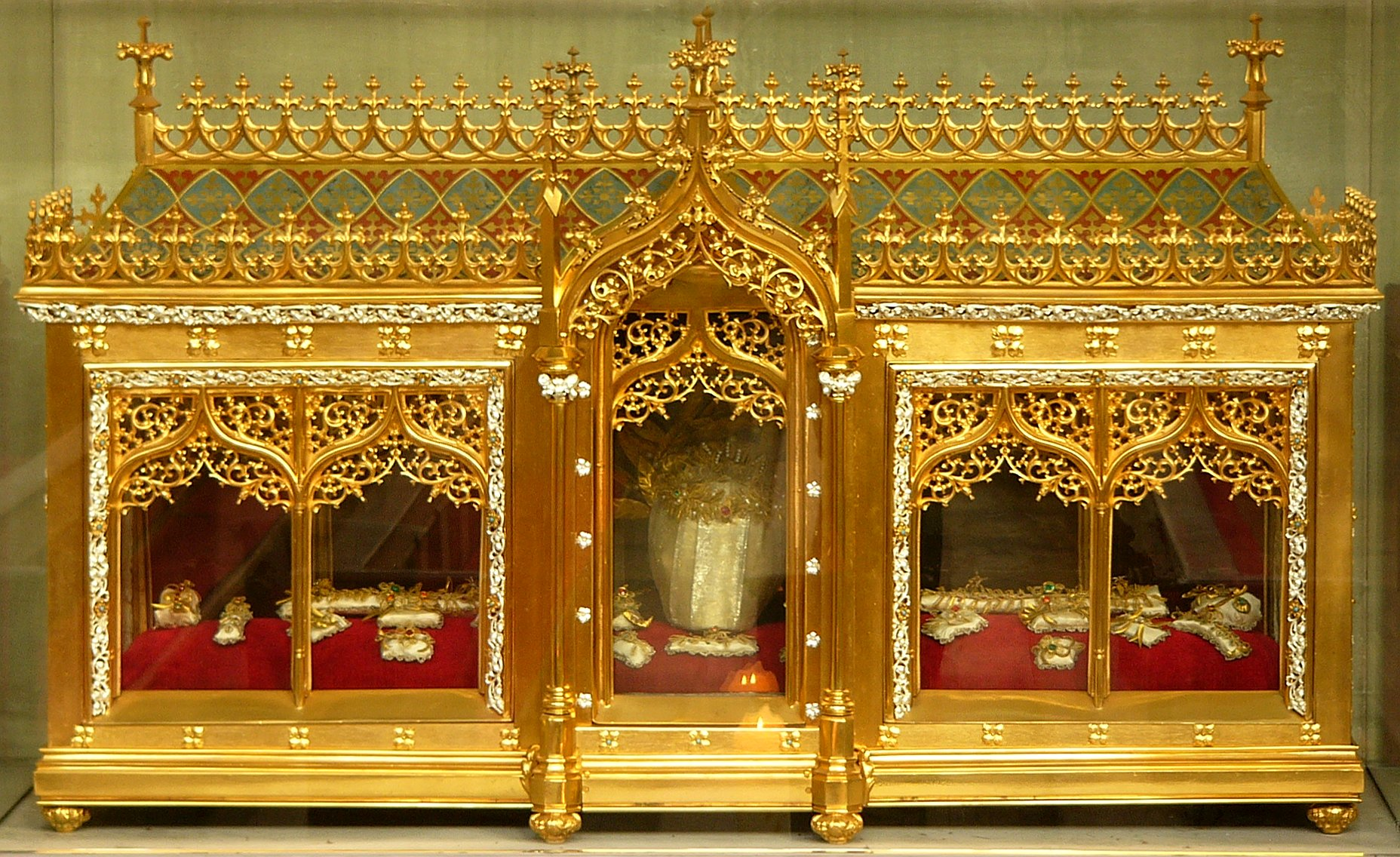
Reliquaire avec les os de saint Castulus, dans une chapelle latérale de la basilique de Landshut.

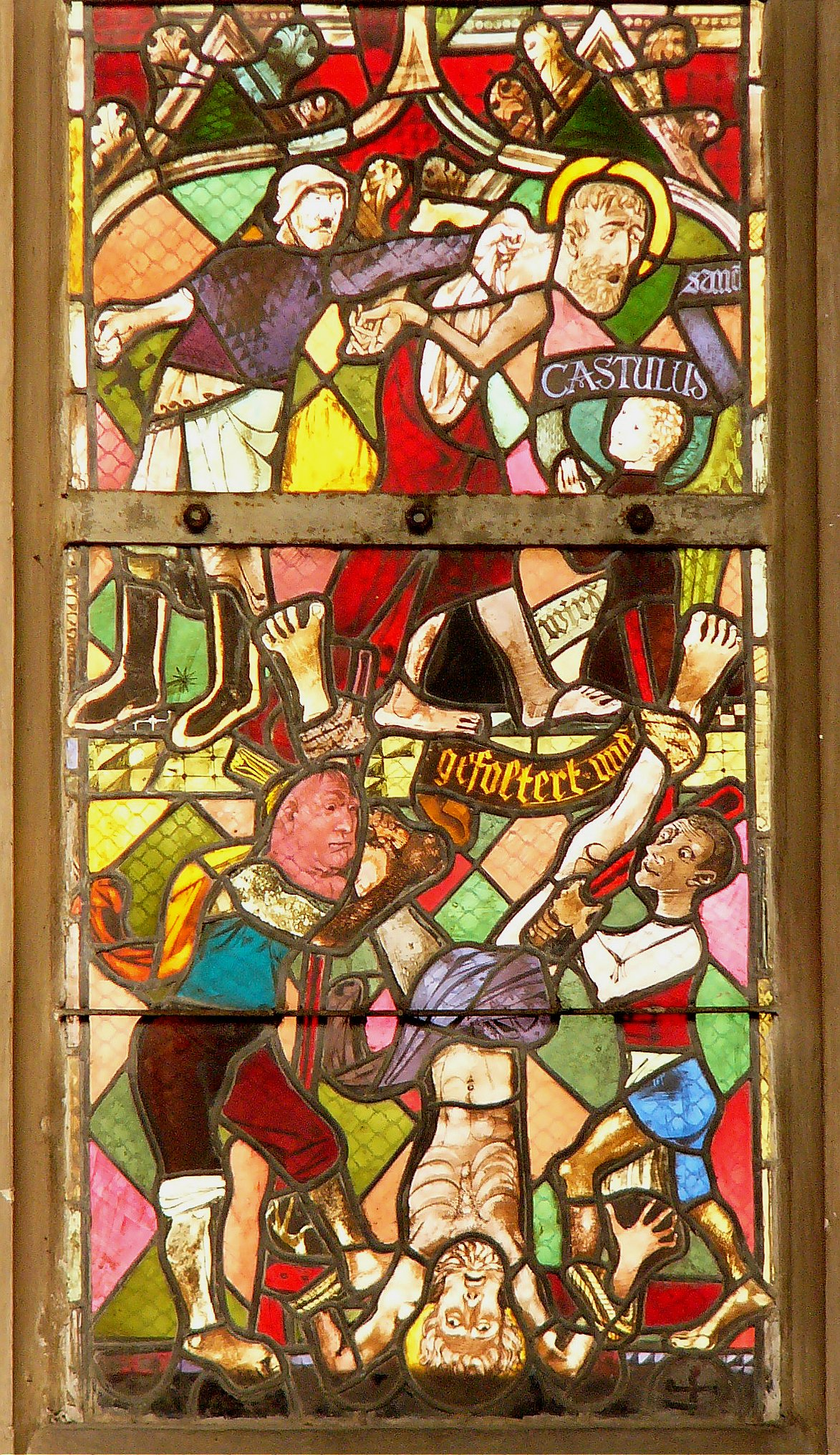
Max Lacher, Le martyre de saint Castule, vitrail de la basilique Sankt-Martin à Landshut, 1947.

Dans la seconde moitié du VIIIe siècle, probablement entre 764 et 772, les moines Albin et Rhenobot apportent les ossements de Castule de Rome au monastère bénédictin de Moosburg sur l'Isar en Bavière ; ces reliques ont eu une influence durable sur l'histoire et l'importance de la ville et du monastère de Moosburg.
Lors du transfert du couvent de Moosburg au couvent de Saint Martin à Landshut en 1598, les reliques y sont également transférées.
Une autre relique du saint, que Walperich von Fahlenbach, peut-être au service des comtes de Moosburg, aurait rapportée lors d'un pèlerinage vers 1037, se trouve dans l'église de pèlerinage Sankt-Kastle à Reichertshofen.
Au XVIe siècle, Vratislav de Pernštejnen offre des reliques de Castulus à l'église Svatý Haštal dans la vieille ville de Prague.

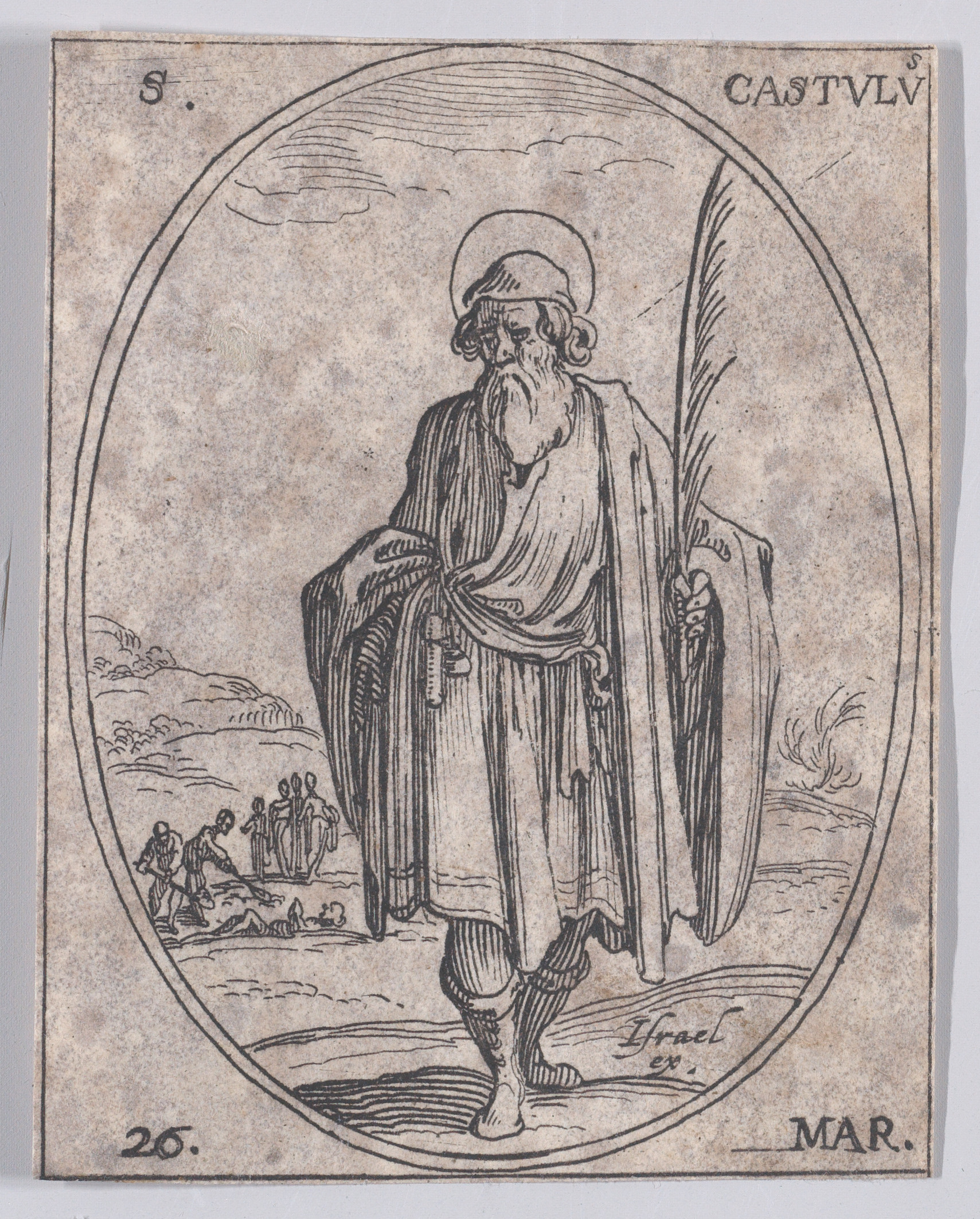
Jacques Callot, Saint Castule, gravure sur cuivre dans Les Images de tous les saincts et saintes de l'année, 1636.

Deux autres reliques sont conservées en France, dans le Cantal à Cassaniouze dans un petit reliquaire du XVIIe siècle avec les reliques de quatre autres saints, et dans le Nord à Marcq-en-Barœul dans la chapelle du collège et lycée privé de Marcq (un tibia dans un reliquaire).
Saint Castule est fêté le 26 mars. Il est le saint patron des agriculteurs et des bergers depuis la fin de l'Antiquité, protecteur contre la foudre, les maladies animales et les voleurs de chevaux.
Ses attributs sont la palme du martyre, ainsi que la bêche, car il a été enterré vivant.
Saint Castulus est l'un des personnages du retable sculpté du maître autel achevé en 1514 pour le monastère Sankt-Kastulus à Moosburg par Hans Leinberger ; il s'agit du plus grand retable conservé en Bavière. Les ailes latérales représentent en bas-relief des scènes de la vie de de Castulus. La prédelle abrite les reliques du saint,.
Plusieurs églises sont dédiées au martyr, en Tchéquie (Svatý Haštal dans la vieille ville de Prague) et en Bavière, sous le vocable de St. Kastulus, notamment à Landshut, Moosburg sur l'Isar, Puchschlagen (commune de Schwabhausen), Schallenkam (commune de Münsing), Unterschönbach et Vilsheim.

## Source
- (de) Cet article est partiellement ou en totalité issu de l’article de Wikipédia en allemand intitulé « Heiliger Kastulus » (voir la liste des auteurs).